# Graycassis
Graycassis es un género de arañas araneomorfas de la familia Lamponidae. Se encuentra en Australia. 

## Lista de especies
Según The World Spider Catalog 12.0:
- Graycassis barrington Platnick, 2000
- Graycassis boss Platnick, 2000
- Graycassis bruxner Platnick, 2000
- Graycassis bulga Platnick, 2000
- Graycassis chichester Platnick, 2000
- Graycassis dorrigo Platnick, 2000
- Graycassis enfield Platnick, 2000
- Graycassis marengo Platnick, 2000
- Graycassis scrub Platnick, 2000
- Graycassis styx Platnick, 2000